# Privesa solitaria
Privesa solitaria är en insektsart som först beskrevs av Melichar 1899.  Privesa solitaria ingår i släktet Privesa och familjen Ricaniidae. Inga underarter finns listade i Catalogue of Life.